# Francesca Lubiani
Francesca Lubiani (Bologna, 12 luglio 1977) è un'ex tennista italiana.

## Biografia
Professionista dal 1992 al 2006, mancina, ha vinto 4 titoli ITF in singolare e 15 in doppio.
Nel ranking mondiale WTA la sua migliore posizione è stata la numero 58, occupata nel 1997, anno in cui ha battuto al secondo turno degli Internazionali d'Italia la numero 8 del mondo Anke Huber. 
Nelle prove del Grande Slam ha raggiunto il secondo turno all'Australian Open (2 volte), al Roland Garros (1 volta) e agli US Open (1 volta).
In Fed Cup ha disputato 9 match tra singolo e doppio a partire dal 1997, con un bilancio complessivo di 6 vittorie.

## Vittorie contro giocatrici Top 10
| Stagione | 1997 | Totale |
| Vittorie | 1    | 1      |

| #    | Giocatrice | Ranking | Evento                            | Superficie  | Turno | Punteggio | Rank. FLR |
| ---- | ---------- | ------- | --------------------------------- | ----------- | ----- | --------- | --------- |
| 1997 |            |         |                                   |             |       |           |           |
| 1.   | Anke Huber | 8       | Internazionali BNL d'Italia, Roma | Terra rossa | 2T    | 6-2, 6-2  | 73        |